# 翁索尼利亚
翁索尼利亚，是西班牙卡斯蒂利亚-莱昂莱昂省的一个市镇。 总面积22平方公里，总人口1508人（001年），人口密度69人/平方公里。